# John Cairns (Molekularbiologe)
Hugh John Forster Cairns (* 21. November 1922 in Oxford; † 12. November 2018) war ein britischer Mediziner, Virologe und Molekularbiologe. Er veröffentlichte auch über Krebs.
Cairns studierte Medizin an der Universität Oxford (Bachelor 1943, Promotion 1952) und arbeitete dann als Virologe am Walter and Eliza Hall Institute in Melbourne, am Virus Research Institute in Entebbe und an der John Curtin School of Medical Research der Australian National University. 1960/61 war er Gastwissenschaftler am Cold Spring Harbor Laboratory, dessen Direktor er 1963 bis 1968 war. Ab 1968 war er an der State University of New York. 1970 wechselte er zum Imperial Cancer Research Fund in London und 1972 wurde er Direktor des Mill Hill Laboratory des Imperial Cancer Research Fund in Oxford. 1982 ging er wieder in die USA als Professor an der Harvard University (Harvard School of Public Health). 1991 ging er in den Ruhestand.
1952 entdeckte er, dass das Grippe-Virus im Gegensatz etwa zu Bakteriophagen nur langsam in der Wirtszelle produziert wurde. 1959 gelang ihm mit A. Gemmell die erste Genkarte eines Virus zu erstellen (dem Kaninchen-Pocken-Virus).
1963 entdeckte er mit Autoradiographie an E. coli-Bakterien, dass die DNA des Genoms in Form von ringförmigen Plasmiden vorliegt und dass die DNA-Replikation in dem Bakterium an einem bestimmten, sich bewegenden Punkt erfolgt, wobei später entdeckt wurde, dass diese Replikation sogar an zwei beweglichen Orten erfolgt und in entgegengesetzte Richtungen fortschreitet. Er befasste sich auch mit Krebsforschung und veröffentlichte 1985 einen einflussreichen Scientific American-Artikel, in dem er darlegte, dass die Chemotherapie mit Ausnahme von einigen seltenen Krebsarten die Überlebenschancen bei den verbreiteten Krebsformen kaum verbesserte.

## Mitgliedschaften und Ehrungen
1967 wurde Cairns in die American Academy of Arts and Sciences gewählt. 1974 wurde er Fellow der Royal Society und 1981 MacArthur Fellow. 1978 erhielt er die Leeuwenhoek-Medaille der Royal Society.

## Schriften
- John Cairns: Cancer: science and society. Freeman, San Francisco, Calif. 1978, ISBN 0-7167-0098-0.
- Matters of Life and Death: Perspectives on Public Health, Molecular Biology, Cancer, and the Prospects for the Human Race, Princeton University Press 1997
- mit James D. Watson, Gunther Stent (Hrsg.): Phage and the Origins of Molecular Biology, Cold Spring Harbor Laboratory Press 1992.
- Kampf gegen Krebs, Spektrum der Wissenschaft, Januar 1986
- Die geschichtliche Entwicklung der Mortalität, Mannheimer Forum 85/86